# Robinson Armaments XCR
XCR — збройова система компанії Robinson Armament Co. Модульна системи дозволяє змінювати довжину ствола і використовувані набої аналогічно бельгійської системі FN SCAR.

## Історія
XCR була розроблена на основі більш ранньої комерційної моделі M96, яка в свою чергу була створена на базі системи Stoner 63. Система XCR створювалася спеціально для участі у конкурсі на нову стрілецьку зброю для US SOCOM, проте вибула з конкурсу через відсутність модуля холостої стрільби, незважаючи на позитивні відгуки експертів. В результаті в конкурсі виграла система FN SCAR.

## Опис
Автоматика стандартна: відвід порохових газів з каналу ствола та замикання ствола поворотом затвора на три бойові упори. Газовий регулятор у бойовому варіанті відсутній, однак є можливість його встановлення, у цивільному ж варіанті встановлено 4-позиційний регулятор. Корпус ствольної коробки — штампований з металевого листа, складається з двох половин, що кріпляться один до одного поперечними штифтами. У нижній половині розташований модуль УСМ, запобіжник та приймач магазина, у верхній — ствол, затвор і газовідвідна система. Двосторонній трипозиційний запобіжник-перемикач режимів стрільби розташований над пістолетною рукояткою. Рукоятка зведення розташована ліворуч. На цівці розташовані чотири планки Пікатінні, верхня простягається на всю довжину ствольної коробки та призначена для встановлення різних типів прицілів (у тому числі і відкритого, який на саму систему відсутній). 
Стандартний каркасний приклад складається на праву сторону. Він також може бути замінений на інший, наприклад, фіксований або телескопічний (аналогічний прикладові M4). Зміна варіанту зброї здійснюється менш ніж за 5 хвилин. Приймач магазинів відповідає стандарту НАТО (STANAG magazine), тому можливе використання магазинів, наприклад, від автоматів M16 або M4, але не від АК.

## Варіанти
- XCR-L — «легкий» варіант (автомат), єдиний що випускається серійно.
- XCR-M — «середній» варіант (автоматична гвинтівка) під патрон 7,62×51mm NATO, випуск затягнувся через невдачі у конкурсі.
- Цивільний самозарядний варіант.